# Könshår

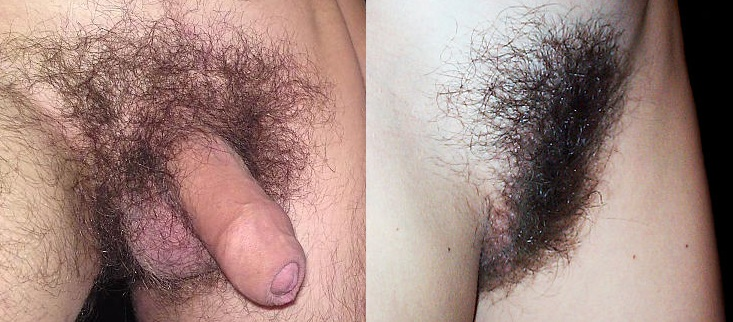
Pubeshår på en man (vänster) och på en kvinna (höger).

Könshår (pubeshår eller pubishår) kallas det hår som sitter runt könsorganen, på pubes, och ut mot ljumskarna. Könshåret börjar växa under puberteten. Precis som annan kroppsbehåring fungerar det som en skyddande barriär mot smuts, bakterier, och temperaturförändringar. Dess förmåga att hålla det luftigt mellan huden och kläderna är hälsofrämjande och minskar risken för svampinfektioner. Dessutom kan det skydda mot skav, särskilt i känsliga områden som underlivet.
Det är källbelagt att kvinnligt könshår har rakats sedan åtminstone antiken. Framförallt kvinnligt könshår har ofta varit förknippat med skam eftersom det kopplats till kvinnlig sexualitet som ofta setts som skamligt.